# San José Xochitla
San José Xochitla är en ort i kommunen Sultepec i delstaten Mexiko i Mexiko. Samhället hade 109 invånare vid folkräkningen 2020.